# Grey DeLisle
Erin Grey Van Oosbree (Fort Ord, Kalifornia, USA, 1973. augusztus 24.) ismertebb nevén Grey DeLisle (IPA: /dəˈlaɪl/) vagy Grey Griffin, amerikai szinkronszínész, énekesnő és dalszerző. Számos animációs filmhez, rajzfilmsorozathoz és videójátékhoz adta hangját. Jelentősebb szerepei közé tartozik Vicky a Tündéri keresztszülőkből, Mandy a Billy és Mandy kalandjai a kaszássalból, Azula az Avatár – Aang legendájából, valamint Diána Blake a Scooby-Doo-ból, akit 2001 óta szinkronizál folyamatosan.

## Lemezfelvételei
- 2000 – The Small Time[3]
- 2002 – Homewrecker[4]
- 2003 – Bootlegger, Vol. 1[5]
- 2004 – The Graceful Ghost[6]
- 2004 – Willie We Have Missed You c. dal, a Beautiful Dreamer: The Songs of Stephen Foster Grammy-díjas albumon[7]
- 2005 – Iron Flowers[8]
- 2005 – Home Wrecker c. dal, a Loggerheads soundtrack albumon[9]
- 2007 – Big Yellow Peaches c. dal, a Anchored in Love: A Tribute to June Carter Cash albumon[10]

## Filmszerepei

### Sorozatok
| Év         | Cím                                              | Eredeti cím                              | Szerep | Megjegyzések |
| ---------- | ------------------------------------------------ | ---------------------------------------- | --- | --- |
| 1993–1998  | Animánia                                         | Animaniacs                               | További hang | |
| 1994–2004  | Jóbarátok                                        | Friends                                  | Mrs. Whiskerson, a macska | |
| 1995–1997  | Micsoda rajzfilm!                                | What A Cartoon!                          | Nadine anyja | |
| 1995–1998  | Bunkó és Vész                                    | Pinky and the Brain                      | További hang | |
| 1995–2000  | Timon és Pumbaa                                  | Timon & Pumbaa                           | Leslie Lambeau / Vicky / További hang | |
| 1997–1999  | Boci és Pipi                                     | Cow and Chicken                          | További hang | |
| 1997–2003  | Fecsegő tipegők                                  | Rugrats                                  | Todd McNulty / Terry McNulty / Ty McNulty / Dulce / Dulce anyja / Lloyd | |
| 1997–2004  | Johnny Bravo                                     | Johnny Bravo                             | Kovakövi Enikő / További hang | |
| 1998       |                                                  | Living in Captivity                      | Nő | Élőszereplős |
| 1998       | Caroline New Yorkban                             | Caroline in the City                     | Eladónő | Élőszereplős |
| 1998–2000  |                                                  | Oh Yeah! Cartoons                        | Vicky / További hang | |
| 1998–2000  |                                                  | Histeria!                                | További hang | |
| 1999       | A kémkutyák titkos aktái                         | The Secret Files of the Spy Dogs         | Jill | 2. évad; 2. rész |
| 1999       | Azok a 70-es évek show                           | That '70s Show                           | Ms. Kaminsky | Élőszereplős |
| 1999       | A Thornberry család                              | The Wild Thornberrys                     | Gazella #2 | 2. évad; 5. rész |
| 1999–2000  |                                                  | Detention                                | További hang | |
| 2000       |                                                  | JBVO                                     | Daphne | |
| 2000       |                                                  | Buzz Lightyear of Star Command           | Vicki Vortex / További hang | |
| 2000–2001  | Félix cica és barátai                            | Baby Felix & Friends                     | Baby Felix | Angol változat, magyar hangja: Seszták Szabolcs |
| 2000–2003  | Clifford, a nagy piros kutya                     | Clifford the Big Red Dog                 | Emily Elizabeth Howard / Caroline Howard / Ms. Carrington / További hang | magyar hangja: Bálint Sugárka (Emily) |
| 2000–2003  |                                                  | Poochini's Yard                          | További hang | |
| 2000–2005  | Szeleburdi víkendezők                            | The Weekenders                           | Lor McQuarrie / Cheri / Nona / Lois / Carlotta / Undine / Helen / Dr. Presto / Lor anyja / Dougovina / További hang | |
| 2000–2007  |                                                  | Harvey Birdman, Attorney at Law          | Diána Blake / Debbie / Spiderkid / Clerk / Bobby / Mary / Dr. Gale Melody / További hang | |
| 2000–2009  | Ginger naplója                                   | As Told by Ginger                        | Brandon Higsby / Diane Francis / Stacie / Monique / Tad / Lexi Lanoue / További hang | |
| 2001       |                                                  | Jason and the Heroes of Mount Olympus    | További hang | |
| 2001       |                                                  | Batman Beyond                            | Szolgálólány #2 | 3. évad; 11. rész |
| 2001       | Fakopáncs Frici kalandjai                        | The New Woody Woodpecker Show            | Frieda | 2. évad; 11. rész |
| 2001       | Tarzan legendája                                 | The Legend of Tarzan                     | Greenley | 1. évad; 25. rész, magyar hangja: Dögei Éva |
| 2001–2002  |                                                  | The Zeta Project                         | Andrea Donoso / Dominique / További hang | |
| 2001–2002  | Zord és Gonosz                                   | Grim & Evil                              | Mandy / Fondor doktornő / Milkshakes / Sis néni | |
| 2001–2003  | Időcsapat                                        | Time Squad                               | Marie Curie / Lizzy Borden / További hang | |
| 2001–2003  | A múmia                                          | The Mummy: The Animated Series           | Evy Carnahan O'Connell | |
| 2001–2004  | Szamuráj Jack                                    | Samurai Jack                             | Mira hercegnő / Josephine Clench / Lula Lillywhite / További hang | |
| 2001–2005  | Pindúr pandúrok                                  | The Powerpuff Girls                      | Femme Fatale / További hang | |
| 2001–2008  | Billy és Mandy kalandjai a kaszással             | The Grim Adventures of Billy & Mandy     | Mandy / Milkshakes / Fondor doktornő / Sis néni / Kavicsi Irma / További hang | magyar hangja: Murányi Tünde (Mandy) |
| 2001–jelen | Tündéri keresztszülők                            | The Fairly OddParents                    | Vicky / Tootie / Veronica / Chad / Geraldine Waxelplax igazgatónő / Fogtündér / Sammy / Megan / További hang | magyar hangja: Dögei Éva (Vicky 1. hangja) / Vadász Bea (Vicky 2. hangja)                                                                             |
| 2002       | Mickey egér klubja                               | Disney's House of Mouse                  | Roxanne | 2. évad; 6. rész |
| 2002       | Dexter laboratóriuma                             | Dexter's Laboratory                      | Pincérnő #1 / Pincérnő #2 | 3. évad; 6. rész |
| 2002       | Rocket Power                                     | Rocket Power                             | Fiúk / Fiatal eladó | 3. évad; 6. rész |
| 2002–2003  |                                                  | Fillmore!                                | Mrs. Lawton / Nick anyja / Mrs Waverly | |
| 2002–2003  | Született kémek                                  | Totally Spies!                           | Felicia Mane / Alice / Pam / Donna Ramone / További hang | |
| 2002–2003  |                                                  | Whatever Happened to… Robot Jones?       | Shannon / Lash / További hang | |
| 2002–2004  |                                                  | Teamo Supremo                            | Polly Pixel / Electronica | |
| 2002–2005  | Mucha Lucha                                      | ¡Mucha Lucha!                            | Dragonfly / Futbol Loco | |
| 2002–2005  | Mizújs, Scooby-Doo?                              | What's New, Scooby-Doo?                  | Diána Blake / Loreli Leland / Shelly / Verona Dempsey / További hang | magyar hangja: Hámori Eszter (Diána) |
| 2002–2007  | Kim Possible                                     | Kim Possible                             | Hana Stoppable / Tiffany / További hang | |
| 2002–2008  | Jelszó: Kölök nem dedós                          | Codename: Kids Next Door                 | Lizzie Devine / Stuffum nagyi / Tizennégyeske / Őrült macskás hölgy / Laura Limpin / Eizzil Enived / Were-Dog Valerie / További hang | magyar hangja: Bogdányi Titanilla (Lizzie 1. hangja) / Simonyi Piroska (Lizzie 2. hangja)                                                             |
| 2003       |                                                  | Free for All                             | Claudia / Sally | |
| 2003–2004  |                                                  | ChalkZone                                | Sophie / Terry Bouffant / Tillie / További hang | |
| 2003–2004  | Gonosz Con Carne                                 | Evil Con Carne                           | Fondor doktornő / További hang | magyar hangja: Györgyi Anna |
| 2003–2005  | Szuperdod kalandjai a 24 1/2 században           | Duck Dodgers                             | Catapoid / Boodikka / További hang | |
| 2003–2005  | Csillagok háborúja: Klónok háborúja              | Star Wars: Clone Wars                    | Padmé Amidala / Asajj Ventress / Adi Gallia / Shaak Ti / További hang | magyar hangja: Zsigmond Tamara (Padmé Amidala) / Kovács Nóra (Shaak Ti)                                                                               |
| 2003–2005  |                                                  | Clifford's Puppy Days                    | Emily Elizabeth Howard / Caroline Howard / További hang | |
| 2003–2006  | Saolin leszámolás                                | Xiaolin Showdown                         | Kimiko Tohomiko / Dyris / Betie / Omi anyja / További hang | magyar hangja: Mánya Zsófia (Kimiko) |
| 2003–2006  | Lilo és Stitch                                   | Lilo & Stitch: The Series                | Baby Nani / További hang | |
| 2003–2009  | Az életem tinirobotként                          | My Life as a Teenage Robot               | Letta / Lenny / További hang | |
| 2004       | Jimmy Neutron kalandjai                          | Adventures of Jimmy Neutron: Boy Genius  | Sagebrush Sally | 2. évad; 13. rész |
| 2004       | Az igazság ligája: Határok nélkül                | Justice League Unlimited                 | Downpour / Shifter | 3. évad; 9. rész |
| 2004–2005  |                                                  | Dave the Barbarian                       | Vermite királynő / Cackline / Deena / Troll lány | |
| 2004–2005  | Megas XLR                                        | Megas XLR                                | További hang | |
| 2004–2006  | Hi Hi Puffy AmiYumi                              | Hi Hi Puffy AmiYumi                      | Yumi Yoshimura / Jang Keng / További hang | magyar hangja: Szabó Zselyke (Yumi) |
| 2004–2006  | Brandy és Mr. Bajusz                             | Brandy & Mr. Whiskers                    | Auntie Marla / Poncho / Tarantula | magyar hangja: Roatis Andrea (Poncho) / Kisfalvi Krisztina (Tarantula) / Agócs Judit (Auntie Marla)                                                   |
| 2004–2006  | W.I.T.C.H.                                       | W.I.T.C.H.                               | Miranda / LeeLee Quinonez / Weira / További hang | Angol változat. magyar hangja: Böhm Anita (Miranda 1. hanja) / Vadász Bea (Miranda 2. hangja)                                                         |
| 2004–2007  | Danny, a fantom                                  | Danny Phantom                            | Samantha Manson / Valerie Gray / További hang | |
| 2004–2008  | Batman                                           | The Batman                               | Amber / Keselyű / Amanda Raymont / Mary Grayson / Ms. Vimtrup | magyar hangja: Pekár Adrienn (Amber / Keselyű) |
| 2004–2008  |                                                  | Groovy Girls                             | Yvette / Kenna / További hang | |
| 2004–2009  | Fosterék háza képzeletbeli barátoknak            | Foster's Home for Imaginary Friends      | Frances "Frankie" Foster / Goo / Duchess / Fluffer Nutter / Mac anyja / Berry / Mandy / Flo / Gloo / További hang | magyar hangja: Náray Erika (Frankie) / Dögei Éva (Goo)                                                                                                |
| 2005       |                                                  | Rugrats Pre-School Daze                  | Dulce | |
| 2005–2006  |                                                  | Danger Rangers                           | Kitty / Fabiola / Jackie / További hang | |
| 2005–2007  | Amerikai sárkány                                 | American Dragon: Jake Long               | További hang | |
| 2005–2008  | Avatár – Aang legendája                          | Avatar: The Last Airbender               | Azula / Katara (színésznő) / Kya / Ta Min / További hang | magyar hangja: Solecki Janka (Azula) |
| 2005–2008  | Az osztálytársam egy majom                       | My Gym Partner's a Monkey                | Lupe tukán / Ingrid zsiráf / Gazelle nővér / Mrs. Warthog / További hang | magyar hangja: Mánya Zsófia (Ingrid) |
| 2005–2008  | Tűzoltó mesék                                    | Firehouse Tales                          | További hang | |
| 2006       |                                                  | Four Eyes!                               | Alexis | |
| 2006–2007  |                                                  | Shorty McShorts' Shorts                  | További hang | |
| 2006–2007  | Ben 10                                           | Ben 10                                   | Heatblast Gwen / Xylene / Camille Mann / Mrs. Mann | magyar hangja: Sánta Annamária (Camille Mann-Tennyson)                                                                                                |
| 2006–2007  | Bozont és Scooby-Doo                             | Shaggy & Scooby-Doo Get a Clue!          | Diána Blake / Misty Swiss / További hang | magyar hangja: Hámori Eszter (Diána) |
| 2006–2008  | Király suli                                      | Emperor's New School                     | Moxie / Yasmin / További hang | |
| 2006–2008  |                                                  | Shin Chan                                | Georgie Hebert Walker Prescott III / Cosmo / Miss Katz / Uma | Angol változat |
| 2006–2009  | Cserecsapat                                      | The Replacements                         | Riley Daring / Buzz Winters / Lady Lady / További hang | magyar hangja: Talmács Márta (Riley Eugene Daring) |
| 2006–2010  |                                                  | Wow! Wow! Wubbzy!                        | Wubbzy / Buggy / Madame Zabinga / További hang | |
| 2006–jelen | Bajkeverő majom                                  | Curious George                           | Betsy / Marco / További hang | |
| 2007       | Afro szamuráj                                    | Afro Samurai                             | Oyuki / Nő | Angol változat |
| 2007       | Flúgos csapat                                    | Loonatics Unleashed                      | Apocazonok | 2. évad; 9. rész |
| 2007       |                                                  | The Disney Channel Games                 | Riley | |
| 2007       |                                                  | Saul of the Mole Men                     | Mother Rock / További hang | |
| 2007       | Mit rejt Jimmy koponyája?                        | Out of Jimmy's Head                      | Szellem száj / Torz jávorszarvas | 1. évad; 5. rész |
| 2007       | Felnövekvő fecsegők                              | All Grown Up                             | Mario | 4. évad; 5. rész |
| 2007–2008  | A Tigris                                         | El Tigre: The Adventures of Manny Rivera | Frida Suarez / További hang | |
| 2007–2010  | Chowder                                          | Chowder                                  | Senorita Mesquite / Felnőtt Panini / További hang | |
| 2007–2011  | Vissza a farmra                                  | Back at the Barnyard                     | Bronco Betsey / Juanita / Hanna / Veronica / Inga / Prunella / Beverly / További hang | |
| 2007–2011  |                                                  | The Path of Atticus                      | Atalanta | |
| 2007–jelen |                                                  | WordGirl                                 | Beatrice Bixby / Ms. Question / Mrs. Ripley / Mrs. Botsford / További hang | |
| 2007–jelen | Phineas és Ferb                                  | Phineas and Ferb                         | További hang | |
| 2008–2009  | A Pókember legújabb kalandjai                    | The Spectacular Spider-Man               | Sally Avril / Betty Brant / Erin / Stephanie Briggs / További hang | magyar hangja: Mánya Zsófia (Sally 1. hangja) / Kálmánfi Anita (Sally 2. hangja) / Ruttkay Laura (Betty Brant) / Sági Tímea (Stephanie Briggs ügynök) |
| 2008–2010  | Nyomi szerencsétlen utazásai                     | The Marvelous Misadventures of Flapjack  | Ms. Leading / Peter / Dr. Proctor / Gertrude / További hang | |
| 2008–2011  | B, a szuperméh                                   | The Mighty B!                            | Porita Gibbons / Millie / Maude / További hang | |
| 2008–2011  | Batman: A bátor és a vakmerő                     | Batman: The Brave and the Bold           | Fire / Beatriz DaCosta / Fekete Kanári / Diána Blake / Dala / További hang | magyar hangja: Hámori Eszter (Diána Blake) |
| 2008–2012  | Manny mester                                     | Handy Manny                              | Flicker / Lily | |
| 2008–2013  | A Madagaszkár pingvinjei                         | The Penguins of Madagascar               | Darla / Carol / További hang | |
| 2008–2016  | A Garfield-show                                  | The Garfield Show                        | Jack / További hang | |
| 2009       | X-Men – Az újrakezdés                            | Wolverine and the X-Men                  | Rita Wayword / Spiral / Elisabeth Braddock / Psylocke / További hang | |
| 2009       |                                                  | G.I. Joe: Resolute                       | Scarlett / Bárónő / Dial Tone / További hang | |
| 2009       |                                                  | The Goode Family                         | Jenn | 1. évad; 5. rész |
| 2009       | Amerikai fater                                   | American Dad!                            | Akiko Yoshida | |
| 2009–2011  |                                                  | The Super Hero Squad Show                | Ms. Marvel / Varázslónő / Amora / Vulkána / Frigga | |
| 2010–2011  |                                                  | Zevo-3                                   | Cotilla / Florence / Cara / További hang | |
| 2010–2012  | Kick Buttowski: A külvárosi fenegyerek           | Kick Buttowski: Suburban Daredevil       | Brianna Buttowski / További hang | |
| 2010–2013  | Generátor Rex                                    | Generator Rex                            | Dr. Rebecca Holiday / Diane Farrah / Isabella / Kate / Zag RS / További hang | magyar hangja: Mezei Kitty (Dr. Holiday) |
| 2010–2013  | Scooby-Doo: Rejtélyek nyomában                   | Scooby-Doo! Mystery Incorporated         | Diána Blake / Paula Rogers / További hang | magyar hangja: Hámori Eszter (Diána Blake) |
| 2010–2013  | MAD                                              | MAD                                      | Diána Blake / Vilma Dinkley / Sam Puckett / Megan Fox / Demi Lovato / Taylor Swift / Angelina Jolie / Snooki / Ariel (kishableány) / Lt. Uhura / Rachel Berry / Mary Jane / Mitchie Torres / Dr. Allison Cameron / Hófehérke / Misty / Christopher Robin / Lilly Truscott / Gabriella Montez / Dexter / Yukio / Julia Shumway / Rayna Jaymes / További hang | |
| 2010–2013  | Az igazság ifjú ligája                           | Young Justice                            | Whisper A'Daire / Beautiful Dreamer / Norman anyja / További hang | magyar hangja: Ősi Ildikó (Whisper A'Daire) |
| 2010–2014  | Pecatanya                                        | Fish Hooks                               | Baby Unicorn / Granola lány | |
| 2010–2015  | S.T.R.A.M.M. – A kém kutya                       | T.U.F.F. Puppy                           | Cica Farkinszki / Zippy / Mrs. Farkinszki / R.I.T.A. / További hang | magyar hangja: Molnár Ilona (Cica Farkinszki) |
| 2011       |                                                  | Naruto: Shippúden                        | Karin / Mei Terumi | Angol változat |
| 2011       |                                                  | Animals Say the Wildest Things           | További hang | |
| 2011       | Kalandra fel!                                    | Adventure Time                           | Jégkirálynő / Breakfast hercegnő / Peanut hercegnő / Achillea / Amazonia | |
| 2011       | Villámmacskák                                    | ThunderCats                              | Gepárda fiatalon | 1. évad; 12. rész |
| 2011–2013  | Dan a világ ellen                                | Dan Vs.                                  | Számítógép hang / Jean Goodhill / Angelina / Hortence / Donna / Moose / Delores / További hang | |
| 2011–2013  | Zöld Lámpás                                      | Green Lantern: The Animated Series       | Aya / Bleez / Aga'po királynő / Amala / Alana / Thila / Lady Catherine / További hang | |
| 2011–2013  | Újabb bolondos dallamok                          | The Looney Tunes Show                    | Petunia Malac / Lola anyja / Carol / Miss Prissy / Starlett Johansson / Michelle Chan / További hang | magyar hangja: Szórádi Erika (Carol) / Ősi Ildikó (Patricia)                                                                                          |
| 2011–2013  |                                                  | The Problem Solverz                      | Candace / Candace anyja | |
| 2011–jelen | Kung Fu Panda – A rendkívüliség legendája        | Kung Fu Panda: Legends of Awesomeness    | Liang / Jiao / Lippy / További hang | |
| 2011–jelen | Winx Club                                        | Winx Club                                | Griffin igazgatónő (Nickelodeon változat) / Ninfea (Nickelodeon változat) / Belladona (Nickelodeon változat) / Niobe királynő (3-5. évad) / Marion királynő (6. évad) / Nebula királynő (6. évad) | Angol változat, magyar hangja: Illyés Mari (Griffin 1. hangja) / Farkasinszky Edit (Griffin 2. hangja)                                                |
| 2012       |                                                  | Secret Mountain Fort Awesome             | További hang | 2. évad; 3. rész |
| 2012       | Oso különleges ügynök                            | Special Agent Oso                        | Flicker | 2. évad; 32. rész |
| 2012       | A Föld legnagyobb hősei                          | The Avengers: Earth's Mightiest Heroes   | Betty Brant | 2. évad; 13. rész |
| 2012       |                                                  | Super Best Friends Forever               | Wonder Girl | |
| 2012–2013  | Pound Puppies: Kutyakölyköt minden kiskölyöknek! | Pound Puppies                            | Shaggles / Dot / Katy / Axel / Yo Yo / Millard / Puddles / Lillian / További hang | |
| 2012–2013  |                                                  | Kaijudo: Rise of the Duel Masters        | Alakshmi Verma / Nadia Lobachevsky mester / Janet Pierce-Okamoto / További hang | |
| 2012–2014  | Korra legendája                                  | The Legend of Korra                      | Ming-Hua / Lin Beifong fiatalon / Lilly / További hang | magyar hangja: Bozó Andrea (Ming-Hua) |
| 2012–2015  | Randy Cunningham: Kilencedikes nindzsa           | Randy Cunningham: 9th Grade Ninja        | Fuvolázó lány / Zenekar oktató | |
| 2012–2016  | Rejtélyek városkája                              | Gravity Falls                            | Mrs. Gleeful / Clerk / Gorney / Carla McCorkle / További hang | |
| 2012–2017  | Pókember elképesztő kalandjai                    | Ultimate Spider-Man                      | Morgan Le Fay / Tana Nile / További hang | magyar hangja: Náray Erika (Morgan Le Fay) |
| 2012–jelen | Dr. Plüssi                                       | Doc McStuffins                           | Lula / Gracie / Curly Q | |
| 2013       |                                                  | Miles Across the Sea                     | Midge / Madge | 1. évad; 3. rész |
| 2013       |                                                  | Amethyst, Princess of Gemworld           | Frog Mayor / Slime | |
| 2013       |                                                  | Wonder Woman                             | Jo Beth / Randy | |
| 2013       | Hulk és a Z.Ú.Z.D.A. ügynökei                    | Hulk and the Agents of S.M.A.S.H.        | Moloid sámán / Mia / Anya | 1. évad; 9. rész |
| 2013       |                                                  | My Little Pony: The Incredible Derp      | Derpy Hooves | Websorozat |
| 2013–2014  |                                                  | Beware the Batman                        | Magpie / Margaret Sorrow | |
| 2013–2014  | Brickleberry                                     | Brickleberry                             | Chastity / Astral / Tammy / Nagymama | magyar hangja: Halász Aranka (Krog) |
| 2013–2015  | Ölelörny Henry                                   | Henry Hugglemonster                      | Nan-oh / Estelle Enormomonster / Gertie Growlerstein / Meg Munderclaw / Roberto Snifflemonster | magyar hangja: Dögei Éva (Estelle) / Zsigmond Tamara (Gertie) / Mics Ildikó (Meg)                                                                     |
| 2013–2016  | Wander, a galaktikus vándor                      | Wander Over Yonder                       | További hang | |
| 2013–2016  | Sanjay és Craig                                  | Sanjay and Craig                         | Darlene Patel / Sandy Dickson / Scabs Dickson / Hector nagymamája / Brenda / Rhonda / További hang | magyar hangja: Köves Dóra (Darlene) / Sipos Eszter Anna (Sandy) / Potocsny Andor (Scabs)                                                              |
| 2013–2016  | Turbó Spuri                                      | Turbo FAST                               | Burn / Deuce / Jennie / Becky / További hang | magyar hangja: Nádasi Veronika (Parázs) |
| 2013–2017  | Nagyfater bátyó                                  | Uncle Grandpa                            | Melvin bébiszittere / Mrs. Dumpty / Judy Jones / További hang | |
| 2014       | A kertvárosi gettó                               | The Boondocks                            | Siri / Kardashia Kardashian / További hang | |
| 2014       |                                                  | Fifi: Cat Therapist                      | Jenny | 1. évad; 3. rész |
| 2014       |                                                  | Robot Chicken                            | Lois Lane / Mary Darling | 7. évad; 15. rész |
| 2014       | Parkműsor                                        | Regular Show                             | Mona / Hellen / Kimiko / Tamara / Desdemona / Desdemona anyja / További hang | |
| 2014–jelen | Tom és Jerry-show                                | The Tom and Jerry Show                   | Ginger | magyar hangja: Orosz Anna (Ginger) |
| 2015       | A 7T                                             | The 7D                                   | Prettyhead hercegnő | 1. évad; 20. rész |
| 2015       |                                                  | Lego Scooby-Doo                          | Diána Blake | |
| 2015       | Szófia hercegnő                                  | Sofia the First                          | Opal / Ellegra / további hangok | magyar hangja: Bozó Andrea (Opal) |
| 2015       | Kergefarm                                        | Pig Goat Banana Cricket                  | Alvó gyerek | |
| 2015–2016  | Mr. Peabody és Sherman show                      | The Mr. Peabody & Sherman Show           | további hangok | |
| 2015–2016  | Star Wars: Lázadók                               | Star Wars Rebels                         | Chava / Oora / Darja | magyar hangja: Kassai Ilona (Chava) |
| 2015–2017  | Croodék – A fény kora                            | Dawn of the Croods                       | Sandy / Lerk / Teena / Rad | magyar hangja: Molnár Ilona (Sandy) / Tamási Nikolett (Lerk) / Kisfalvi Krisztina (Teena) / Solecki Janka (Rad)                                       |
| 2015–2018  | Csizmás, a kandúr kalandjai                      | The Adventures of Puss in Boots          | Vina / Szfinx / Senorita Igualdemontijo | Netflix eredeti sorozat, magyar hangja: Tamási Nikolett (Vina) / Zakariás Éva (Szfinx)                                                                |
| 2015–2018  | Miles a jövőből                                  | Miles from Tomorrowland                  | Stella | magyar hangja: Sipos Eszter Anna (Stella) |
| 2015–2018  | Csak lazán, Scooby-Doo!                          | Be Cool, Scooby-Doo!                     | Diána Blake | magyar hangja: Hámori Eszter (Diána Blake) |
| 2015–2018  | DC Super Hero Girls: Tini szuperhősök            | DC Super Hero Girls                      | Csodanő / Lois Lane / Giganta / Silver St. Cloud | magyar hangja: Törtei Tünde (Csodanő) / Szilágyi Csenge (Giganta) / Mórocz Adrienn (Silver St. Cloud)                                                 |
| 2015–2019  | Csillag kontra Gonosz Erők                       | Star vs. The Forces of Evil              | Királynő / Jackie Lynn Thomas | magyar hangja: Ősi Ildikó (Pillangó királynő) / Gulás Fanni (Jackie Lynn Thomas)                                                                      |
| 2016       | Transformers: Robots in Disguise                 | Transformers: Robots in Disguise         | Glowstrike | magyar hangja: Lipcsey-Colini Borbála |
| 2016       | Lego Star Wars: A Freemaker család kalandjai     | Lego Star Wars: The Freemaker Adventures | Naare / további hangok | magyar hangja: Németh Kriszta (Naare) |
| 2016–2017  | Elena, Avalor hercegnője                         | Elena of Avalor                          | Dr. Mendoza / Gabriela | magyar hangja: Bognár Anna (Dr. Mendoza) / Mohácsi Nóra (Gabriela)                                                                                    |
| 2016–2017  | A galaxis őrzői                                  | Guardians of the Galaxy                  | Mistle / Marvel kapitány | nincs |
| 2016–2019  | Bosszúállók újra együtt                          | Avengers Assemble                        | Marvel Kapitány | nincs |
| 2016–jelen | A Lármás család                                  | The Loud House                           | Lármás Lana / Lola / Lily / Leif / Lexx / Leon / további hang | magyar hangja: Laudon Andrea (Lármás Lola) / Hermann Lilla (Lármás Lana) / Sipos Eszter Anna (Lármás Lily) / Straub Martin (Lármás Lexx)              |
| 2017–jelen | Csoda Kitty                                      | Unikitty!                                | Puppycorn | magyar hangja: Berecz Kristóf Uwe (Puppycorn) |
| 2017–2020  | Marvel Pókember                                  | Spider-Man                               | Felicia Hardy / Fekete Macska / további hang | magyar hangja: Bogdányi Titanilla (Felicia Hardy / Fekete Macska)                                                                                     |
| 2018       |                                                  | Paradise PD                              | Karen | |
| 2018–jelen | Kung Fu Panda – A végzet mancsai                 | Kung Fu Panda: The Paws of Destiny       | Xin, Suyin, Laoshu | magyar hangja: Szabó Luca |
| 2018–jelen | Lányok a Harvey utcából                          | Harvey Street Kids                       | Lucretia / Frufru / The Harvey Street Bow / Kate Zambooka / Emil, Dollcretia | |
| 2019–2021  | Scooby-Doo és (sz)társai                         | Scooby-Doo and Guess Who?                | Diána Blake | magyar hangja: Hámori Eszter (Diána Blake) |
| 2019–2021  | DC Super Hero Girls: Tini szuperhősök            | DC Super Hero Girls                      | Wonder Woman / Lois Lane / Giganta | magyar hangja: Köves Dóra (Wonder Woman) / Sági Tímea (Lois Lane) / Vámos Mónika (Giganta)                                                            |
| 2021-2024  | Star Wars: A Rossz Osztag                        | Star Wars: The Bad Batch                 | CG-67 | magyar hangja: Kiss Erika |

### Filmek
| Év   | Cím | Eredeti cím                                                               | Szerep                                                       | Magyar hang                              | Megjegyzések            |
| ---- | --- | ------------------------------------------------------------------------- | ------------------------------------------------------------ | ---------------------------------------- | ----------------------- |
| 2000 | | Thrillseekers: Putt n' Perish                                             | Ashley Macska                                                |                                          | TV film                 |
| 2000 | | Bob's Video                                                               | Nicole                                                       |                                          | Élőszereplős            |
| 2001 | | Jack the Dog                                                              | Estella                                                      |                                          | Élőszereplős            |
| 2001 | | Samurai Jack: The Premiere Movie                                          | További hang                                                 |                                          | TV film                 |
| 2001 | Scooby-Doo és a virtuális vadászat                                                                            | Scooby-Doo and the Cyber Chase                                            | Diána Blake / Virtuális Diána                                | Hámori Eszter                            |                         |
| 2001 | | The Flintstones: On the Rocks                                             | Kavicsi Irma A titokzatos nő                                 |                                          | TV film                 |
| 2002 | | The 1st 13th Annual Fancy Anvil Awards Show Program Special               | Diána Blake                                                  |                                          | TV film                 |
| 2002 | Pindúr pandúrok: A mozifilm                                                                                   | The Powerpuff Girls Movie                                                 | Linda Anyuka az állatkertben                                 | F. Nagy Erika Grúber Zita                |                         |
| 2002 | Tarzan és Jane                                                                                                | Tarzan & Jane                                                             | Greenly                                                      |                                          |                         |
| 2002 | | Rapsittie Street Kids: Believe in Santa                                   | Jenna                                                        |                                          | TV film                 |
| 2003 | | Looney Tunes: Stranger Than Fiction                                       | Petunia Malac Lány kacsa                                     |                                          |                         |
| 2003 | | Looney Tunes: Reality Check                                               | További hang                                                 |                                          |                         |
| 2003 | Tündéri keresztszülők: Abra-Katasztrófa!                                                                      | The Fairly OddParents: Abra Catastrophe!                                  | Vicky Waxelplax igazgatónő                                   | Dögei Éva ?                              | TV film                 |
| 2004 | Clifford nagyon nagy kalandja                                                                                 | Clifford's Really Big Movie                                               | Emily Elizabeth Howard Mrs. Caroline Howard                  | Bálint Sugárka ?                         |                         |
| 2004 | A Jimmy-Timmy ErőÓra (Tündéri keresztszülőkben) / Jimmy és Timmy nagy pillanatai (Jimmy Neutron kalandjaiban) | The Jimmy Timmy Power Hour                                                | Vicky Waxelplax igazgatónő                                   |                                          | TV film                 |
| 2004 | Scooby-Doo és a Loch Ness-i szörny                                                                            | Scooby-Doo and the Loch Ness Monster                                      | Diána Blake Shannon Blake                                    | Hámori Eszter Zsigmond Tamara            |                         |
| 2004 | Jimmy Neutron kalandjai: Az intergalaktikus show                                                              | Jimmy Neutron: Win, Lose and Kaboom                                       | Vendanna                                                     |                                          | TV film                 |
| 2004 | Tündéri keresztszülők: Csatornavadászok                                                                       | The Fairly OddParents: Channel Chasers                                    | Vicky Tootie Robot bébiszitter                               |                                          | TV film                 |
| 2004 | | As Told by Ginger: The Wedding Frame                                      | Brandon Higsby Diane Francis                                 |                                          | TV film                 |
| 2005 | Aloha, Scooby-Doo!                                                                                            | Aloha, Scooby-Doo!                                                        | Diána Blake Mahina anyó                                      | Hámori Eszter Némedi Mari                |                         |
| 2005 | | Legend of Frosty the Snowman                                              | Miss Sharpey Simon Sklarow Sullivan Sklarow                  |                                          |                         |
| 2005 | Scooby-Doo és a múmia átka                                                                                    | Scooby-Doo in Where's My Mummy?                                           | Diána Blake Natasha                                          | Hámori Eszter Németh Kriszta             |                         |
| 2005 | Tündéri keresztszülők: A suli bezár!                                                                          | The Fairly OddParents: School's Out The Musical                           | Peppy Happy Betty Tootie Veronica Yvette Ubetcha             |                                          | TV film                 |
| 2006 | Jimmy és Timmy nagy pillanatai 2.: A két tökfej összevész                                                     | The Jimmy Timmy Power Hour 2: When Nerds Collide                          | Vicky                                                        |                                          | TV film                 |
| 2006 | Az Újvilág Bosszúangyalai                                                                                     | Ultimate Avengers                                                         | Janet Pym / Darázs                                           | Törtei Tünde                             |                         |
| 2006 | Asterix és a vikingek                                                                                         | Asterix and the Vikings                                                   | Moletti                                                      | Pálos Zsuzsa                             | Angol változat          |
| 2006 | Tündéri keresztszülők: Tündérbálvány                                                                          | The Fairly OddParents in Fairy Idol                                       | Fogtündér                                                    |                                          | TV film                 |
| 2006 | Az Újvilág Bosszúangyalai 2.                                                                                  | Ultimate Avengers II                                                      | Janet Pym / Darázs                                           | Törtei Tünde                             |                         |
| 2006 | Rémkölykök – Z.É.R.Ó. hadművelet                                                                              | Codename: Kids Next Door The Movie: Operation Z.E.R.O.                    | Őrült macskás hölgy Stuffum nagyi                            |                                          | TV film                 |
| 2006 | Scooby-Doo! Kalózok a láthatáron!                                                                             | Scooby-Doo! Pirates Ahoy!                                                 | Diána Blake                                                  | Hámori Eszter                            |                         |
| 2006 | A róka és a kutya 2.                                                                                          | The Fox and the Hound 2                                                   | További hang                                                 |                                          |                         |
| 2006 | Jimmy és Timmy nagy pillanatai 3.: Csínytevőpáros                                                             | The Jimmy Timmy Power Hour 3: The Jerkinators!                            | Vicky                                                        |                                          | TV film                 |
| 2007 | Billy és Mandy nagy kalandja a mumussal                                                                       | Billy & Mandy's Big Boogey Adventure                                      | Mandy / Mandroid / Idős Mandy Milkshakes                     | Murányi Tünde ?                          | TV film                 |
| 2007 | | Hellboy Animated: Blood and Iron                                          | Anna Harpy-Hag #2                                            |                                          | TV film                 |
| 2007 | TMNT – Tini nindzsa teknőcök                                                                                  | TMNT                                                                      | További hang                                                 |                                          |                         |
| 2007 | Scooby-Doo és a hószörny                                                                                      | Chill Out, Scooby-Doo!                                                    | Diána Blake                                                  | Hámori Eszter                            |                         |
| 2007 | A rémkölykök kalandjai a kaszással                                                                            | The Grim Adventures of the KND                                            | Mandy Tizennégyeske                                          |                                          | TV film                 |
| 2007 | Billy és Mandy kalandjai a kaszással: A pókkirálynő haragja                                                   | Billy & Mandy: Wrath of the Spider Queen                                  | Mandy Carol Milkshakes                                       |                                          | TV film                 |
| 2007 | Winx Club – A mozifilm: Az elveszett királyság titka                                                          | Winx Club: Il segreto del Regno Perduto                                   | Ms. Griffin                                                  |                                          | Angol változat          |
| 2008 | A kis hableány 3. – A kezdet kezdete                                                                          | The Little Mermaid: Ariel's Beginning                                     | Aquata Arista                                                | Kardos Eszter Csuha Bori                 |                         |
| 2008 | | Wubbzy's Big Movie!                                                       | Wubbzy Buggy Kooky Kid                                       |                                          | TV film                 |
| 2008 | Gazdátlanul Mexikóban                                                                                         | Beverly Hills Chihuahua                                                   | Anya kutya                                                   |                                          |                         |
| 2008 | Scooby-Doo és a Koboldkirály                                                                                  | Scooby-Doo and the Goblin King                                            | Diána Blake Macska boszorkány Honeybee                       | Hámori Eszter Peller Mariann ?           |                         |
| 2008 | Dead Space: Holt tér                                                                                          | Dead Space: Downfall                                                      | Heather Donna Fawkes                                         |                                          |                         |
| 2008 | Pokoli buli                                                                                                   | Underfist: Halloween Bash                                                 | Mandy Sis néni Kölyök Ike                                    |                                          | TV film                 |
| 2008 | Volt | Bolt                                                                      | Penny anyja                                                  | Náray Erika                              |                         |
| 2008 | Fosterék háza képzeletbeli barátoknak: Képzeletország                                                         | Foster's Home for Imaginary Friends: Destination Imagination              | Frankie Foster Tiny barátja Eurotrish Lady Kis fiú           |                                          | TV film                 |
| 2009 | Afro szamuráj: Feltámadás                                                                                     | Afro Samurai: Resurrection                                                | Tomoe Ogin                                                   |                                          | Angol változat; TV film |
| 2009 | Hulk, Thor ellen                                                                                              | Hulk Vs.                                                                  | Sif                                                          | Solecki Janka                            |                         |
| 2009 | Scooby-Doo és a szamuráj kardja                                                                               | Scooby-Doo! And the Samurai Sword                                         | Diána Blake                                                  | Hámori Eszter                            |                         |
| 2009 | Transformers: A bukottak bosszúja                                                                             | Transformers: Revenge of the Fallen                                       | Arcee Chromia Elita-1                                        | Antal Olga                               |                         |
| 2009 | Csingiling és az elveszett kincs                                                                              | Tinker Bell and the Lost Treasure                                         | Lyria Viola Mesélő                                           | Fonyó Barbara Sallai Nóra Major Melinda  |                         |
| 2009 | Bajkeverő majom – Boldog karácsonyt majom módra!                                                              | Curious George: A Very Monkey Christmas                                   | Betsy Sárga kalapos hölgy                                    | Pekár Adrienn ?                          | TV film                 |
| 2009 | | Handy Manny's Motorcycle Adventure                                        | Flicker                                                      |                                          | TV film                 |
| 2009 | | Wow! Wow! Wubbzy!: Wubb Idol                                              | Wubbzy Shimmer További hang                                  |                                          | TV film                 |
| 2009 | Tündéri keresztszülők: Kívánságtan!                                                                           | The Fairly OddParents! Wishology!                                         | Vicky Fogtündér További hang                                 |                                          | TV film                 |
| 2010 | Dante: Pokol                                                                                                  | Dante's Inferno: An Animated Epic                                         | Buja szerető #1 Dante 9 évesen                               |                                          |                         |
| 2010 | Scooby-Doo! Abrakadabra!                                                                                      | Scooby-Doo! Abracadabra-Doo                                               | Diána Blake                                                  | Hámori Eszter                            |                         |
| 2010 | Kutyák és macskák: A rusnya macska bosszúja                                                                   | Cats & Dogs: The Revenge of Kitty Galore                                  | Catherine unokahúga #2 Biztonsági buldog Elemző kémmacska #2 |                                          |                         |
| 2010 | Tom és Jerry és Sherlock Holmes                                                                               | Tom and Jerry Meet Sherlock Holmes                                        | Red                                                          | Gallusz Nikolett                         |                         |
| 2010 | Scooby-Doo! Rettegés a táborban                                                                               | Scooby-Doo! Camp Scare                                                    | Diána Blake                                                  | Hámori Eszter                            |                         |
| 2010 | A tűz gyermeke                                                                                                | Firebreather                                                              | Ms. Dreakford                                                | Bessenyei Emma                           | TV film                 |
| 2011 | | Wow! Wow! Wubbzy! Egg-Cellent Easter                                      | Wubbzy                                                       |                                          |                         |
| 2011 | Zöld Lámpás: Smaragd lovagok                                                                                  | Green Lantern: Emerald Knights                                            | Ardakian Trawl Ree'Yu Boodikka                               | Törtei Tünde ?                           |                         |
| 2011 | Phineas és Ferb a 2. dimenzióban                                                                              | Phineas and Ferb the Movie: Across the 2nd Dimension                      | További hang                                                 |                                          | TV film                 |
| 2011 | Tom és Jerry és Óz, a csodák csodája                                                                          | Tom and Jerry and the Wizard of Oz                                        | Dorothy Gale                                                 | Gay Ágota                                |                         |
| 2011 | Scooby-Doo és a fantoszaurusz rejtélye                                                                        | Scooby-Doo! Legend of the Phantosaur                                      | Diána Blake                                                  | Hámori Eszter                            |                         |
| 2011 | Batman – A kezdet kezdete                                                                                     | Batman: Year One                                                          | Barbara Gordon Vicki Vale                                    | Bertalan Ágnes Kiss Eszter               |                         |
| 2011 | Scooby-Doo! Vámpírmusical                                                                                     | Scooby-Doo! Music of the Vampire                                          | Diána Blake                                                  | Hámori Eszter                            |                         |
| 2011 | Ben 10 és Generátor Rex: Egyesült hősök                                                                       | Ben 10/Generator Rex: Heroes United                                       | Dr. Holiday Diane Farah                                      | Mezei Kitty ?                            | TV film                 |
| 2012 | Az Igazság Ligája – Pusztulás                                                                                 | Justice League: Doom                                                      | Lois Lane Királynő                                           |                                          |                         |
| 2012 | Superman szemben az Elitekkel                                                                                 | Superman vs The Elite                                                     | Manchester fiatalon                                          | Császár András                           |                         |
| 2012 | Csingiling: A szárnyak titka                                                                                  | Tinker Bell and the Secret of the Wings                                   | Csúszka                                                      | Bálizs Anett                             |                         |
| 2012 | Batman: A sötét lovag visszatér, 1. rész                                                                      | Batman: The Dark Knight Returns, Part 1                                   | Anchor Carla Női mutáns                                      |                                          |                         |
| 2012 | Tom és Jerry – Robin Hood és hű egere                                                                         | Tom and Jerry: Robin Hood and His Merry Mouse                             | Lady Marian                                                  | Mics Ildikó                              |                         |
| 2012 | Scooby-Doo a rivaldafényben                                                                                   | Big Top Scooby-Doo!                                                       | Diána Blake                                                  | Hámori Eszter                            |                         |
| 2012 | | Dino Time                                                                 | Baby T-Rex                                                   |                                          |                         |
| 2012 | Scooby-Doo: Kék Sólyom maszkja                                                                                | Scooby-Doo! Mask of the Blue Falcon                                       | Diána Blake                                                  | Hámori Eszter                            |                         |
| 2013 | Batman: A sötét lovag visszatér, 2. rész                                                                      | Batman: The Dark Knight Returns Part 2                                    | Anchor Carla Sarah Essen-Gordon                              |                                          |                         |
| 2013 | A bajkeverő majom – Tavaszi szél                                                                              | Curious George Swings Into Spring                                         | Betsy Fotós                                                  | Dögei Éva Gáspár Kata                    |                         |
| 2013 | Scooby-Doo! A rejtélyes térkép                                                                                | Scooby-Doo! Adventures: The Mystery Map                                   | Diána Blake Dr. Escobar                                      | Hámori Eszter Kocsis Mariann             |                         |
| 2013 | Az Igazság Ligája: A Villám-paradoxon                                                                         | Justice League: The Flashpoint Paradox                                    | Nora Allen Barry Allen fiatalon Martha Wayne                 |                                          |                         |
| 2013 | Scooby-Doo: Az operaház fantomjai                                                                             | Scooby-Doo! Stage Fright                                                  | Diána Blake Amy                                              | Hámori Eszter ?                          |                         |
| 2013 | Tom és Jerry – Az óriás kaland                                                                                | Tom and Jerry's Giant Adventure                                           | Mrs. Bradley Vörös tündér                                    | Orosz Anna Kis-Kovács Luca               |                         |
| 2013 | | Bayonetta: Bloody Fate                                                    | Jeanne                                                       |                                          | Angol változat          |
| 2014 | Pindúr Pandúrok: Táncra-fűzve                                                                                 | The Powerpuff Girls: Dance Pantsed                                        | Soul Hayride táncos További hang                             |                                          | TV film                 |
| 2014 | Az Igazság Ligája – Időcsapda                                                                                 | JLA Adventures: Trapped In Time                                           | Csodanő Superbaby                                            | Kisfalvi Krisztina ?                     |                         |
| 2014 | Csingiling és a kalóztündér                                                                                   | The Pirate Fairy                                                          | Csúszka MC Fairy                                             | Bálizs Anett ?                           |                         |
| 2014 | Scooby-Doo! Rejtély a bajnokságon                                                                             | Scooby-Doo! WrestleMania Mystery                                          | Diána Blake                                                  | Hámori Eszter                            |                         |
| 2014 | Scooby-Doo! Frankenszörnyűség                                                                                 | Scooby-Doo! Frankencreepy                                                 | Diána Blake Mama Mioni                                       | Hámori Eszter Tóth Judit                 |                         |
| 2014 | Az élet könyve                                                                                                | The Book of Life                                                          | Nagymama                                                     |                                          |                         |
| 2014 | Csingiling és a Soharém legendája                                                                             | Tinker Bell and the Legend of the NeverBeast                              | Mesélő                                                       | Fonyó Barbara                            |                         |
| 2014 | | Elf: Buddy's Musical Christmas                                            | Hamis Mikulás #3                                             |                                          | TV film                 |
| 2015 | Scooby-Doo! Holdszörnyes őrület                                                                               | Scooby-Doo! Moon Monster Madness                                          | Diána Blake                                                  | Hámori Eszter                            |                         |
| 2015 | Frédi, Béni és a pankrátorok: Leszámolás a kőkorban                                                           | The Flintstones & WWE: Stone Age Smackdown                                | Kavicsi Irma                                                 | Pogány Judit                             |                         |
| 2015 | Batman kontra Robin                                                                                           | Batman vs. Robin                                                          | Samantha                                                     | Mezei Kitty                              |                         |
| 2015 | Tom és Jerry – Kémkaland                                                                                      | Tom and Jerry: Spy Quest                                                  | Carol                                                        |                                          |                         |
| 2015 | Scooby-Doo! és a Kiss: A nagy rock and roll rejtély                                                           | Scooby-Doo! and Kiss: Rock and Roll Mystery                               | Diána Blake                                                  | Hámori Eszter                            |                         |
| 2015 | Az Igazság Ligája – Harc a légióval                                                                           | Lego DC Comics Super Heroes: Justice League: Attack of the Legion of Doom | Csodanő Lois Lane                                            | Németh Borbála Járó Zsuzsa               |                         |
| 2016 | Az Igazság Ligája – Kozmikus küzdelem                                                                         | Lego DC Comics Super Heroes: Justice League - Cosmic Clash                | Csodanő                                                      | Peller Anna                              |                         |
| 2016 | Lego Scooby-Doo! Lidérces Hollywood                                                                           | Lego Scooby-Doo! Haunted Hollywood                                        | Diána Blake Verona Dempsey                                   | Hámori Eszter Farkasinszky Edit          |                         |
| 2016 | Tom és Jerry Óz birodalmában                                                                                  | Tom & Jerry: Back to Oz                                                   | Dorothy                                                      | Majsai-Nyilas Tünde                      |                         |
| 2016 | Az Igazság Ligája – Batman és Halálcsapás                                                                     | Lego DC Comics Superheroes: Justice League - Gotham City Breakout         | Csodanő                                                      | Peller Anna                              |                         |
| 2016 | Scooby-Doo! és a WWE: Rejtély az autóversenyen                                                                | Scooby-Doo! And WWE: Curse of the Speed Demon                             | Diána Blake                                                  | Hámori Eszter                            |                         |
| 2016 | Tini szuperhősök – Az év hőse                                                                                 | DC Super Hero Girls: Hero of the Year                                     | Wonder Woman                                                 | Bogdányi Titanilla                       |                         |
| 2016 | Lego Tini szuperhősök: Agymosás                                                                               | Lego DC Super Hero Girls: Brain Drain                                     | Wonder Woman Lois Lane                                       | Berkes Boglárka ?                        |                         |
| 2018 | Lego szuperhősök – Flash, a villám                                                                            | Lego DC Comics Super Heroes: The Flash                                    | Wonder Woman Lois Lane                                       | Peller Anna ?                            |                         |
| 2018 | Lego DC Szuperhősök: Aquaman – Atlantisz haragja                                                              | Lego DC Comics Super Heroes: Aquaman – Rage of Atlantis                   | Csodanő Lois Lane Gyűrű                                      | Berkes Boglárka Bognár Anna Törtei Tünde |                         |
| 2018 | ŰrDongó | Bumblebee                                                                 | Arszi                                                        | Ligeti Kovács Judit                      |                         |
| 2019 | A Lego-kaland 2.                                                                                              | The Lego Movie 2: The Second Part                                         | Puppycorn                                                    |                                          |                         |

### Rövidfilmek
| Év   | Cím                                                    | Eredeti cím                                | Szerep                                         | Magyar hang        | Megjegyzések          |
| ---- | ------------------------------------------------------ | ------------------------------------------ | ---------------------------------------------- | ------------------ | --------------------- |
| 1989 |                                                        | Don't Say Yes When You Really Mean No!     | Candy                                          |                    | Élőszereplős          |
| 1999 | Robbie, a rénszarvas                                   | Hooves of Fire                             | Télanyó Rénszarvas #2                          |                    | TV film; USA változat |
| 2000 |                                                        | Staylongers                                | Diána Blake                                    |                    | TV film               |
| 2001 |                                                        | Night of the Living Doo                    | Diána Blake                                    |                    | TV film               |
| 2001 |                                                        | My Freaky Family: Welcome to My World      | Anya                                           |                    | TV film               |
| 2002 |                                                        | Elise: Mere Mortal                         | Bambi                                          |                    | TV film               |
| 2002 | Robbie, a rénszarvas 2. – Az elveszett törzs legendája | Legend of the Lost Tribe                   | Sarki róka Viking asszony                      |                    | TV film; USA változat |
| 2004 | Van Helsing – A londoni küldetés                       | Van Helsing: The London Assignment         | Első áldozat                                   |                    |                       |
| 2006 |                                                        | Makeover the Top                           | Mandy                                          |                    | TV film; Uncredited   |
| 2006 |                                                        | Cake It to the Limit                       | Mandy                                          |                    | TV film; Uncredited   |
| 2006 |                                                        | Death of the Party                         | Mandy                                          |                    | TV film; Uncredited   |
| 2009 |                                                        | Jasper Goes to Bishop                      | Kylie                                          |                    | TV film               |
| 2010 |                                                        | Marvel Super Heroes 4D                     | Computer                                       |                    |                       |
| 2010 | DC Showcase: Zöld Íjász                                | DC Showcase: Green Arrow                   | Fekete Kanári Rádiós személyiség Biztonsági őr |                    |                       |
| 2010 |                                                        | Jasper: A Christmas Caper                  | Kylie                                          |                    |                       |
| 2010 |                                                        | Scooby-Doo: The Whole World Loves You!     |                                                |                    |                       |
| 2011 |                                                        | Jasper: A Precious Valentine               | Kylie                                          |                    |                       |
| 2011 |                                                        | Jasper: A Turkey Tale                      | Kylie Valentine                                |                    |                       |
| 2012 |                                                        | Jasper: A Fabulous Fourth                  | Kylie Valentine                                |                    |                       |
| 2012 |                                                        | Papa Pinata                                | Adelle                                         |                    | Élőszereplős          |
| 2012 | Scooby-Doo! Rémpróbás játékok                          | Scooby-Doo! Spooky Games                   | Diána Blake                                    | Hámori Eszter      |                       |
| 2012 | Scooby-Doo rémes karácsonya                            | Scooby-Doo! Haunted Holidays               | Diána Blake                                    | Hámori Eszter      |                       |
| 2013 | Scooby-Doo és a madárijesztő                           | Scooby-Doo! Spooky Scarecrow               | Diána Blake                                    | Hámori Eszter      |                       |
| 2013 | Scooby-Doo! Szőrmókveszély                             | Scooby-Doo! Mecha Mutt Menace              | Diána Blake Hangszóró                          | Hámori Eszter ?    |                       |
| 2013 | Lego Marvel Szuperhősök: Felturbózva                   | LEGO Marvel Super Heroes: Maximum Overload | Pepper Potts                                   | Sipos Eszter Anna  | TV film               |
| 2014 | Scooby-Doo! A rejtély kapujában                        | Scooby-Doo! Ghastly Goals                  | Diána Blake                                    | Hámori Eszter      |                       |
| 2014 | Lego Batman: Ligába csalva                             | Lego DC Comics: Batman Be-Leaguered        | Csodanő Lois Lane                              | Pap Katalin        | TV film               |
| 2015 |                                                        | Scooby-Doo! and the Beach Beastie          | Diána Blake                                    |                    |                       |
| 2015 | Lego Scooby-Doo és a fekete lovag kincse               | Lego Scooby-Doo: Knight Time Terror        | Diána Blake                                    | Hámori Eszter      | TV film               |
| 2016 | Lego Scooby-Doo! Lidérces Hollywood                    | Lego Scooby-Doo! Haunted Hollywood         | Diána Blake                                    | Hámori Eszter      |                       |
| 2017 | Lego Scooby-Doo – Tajték-parti bingóparti              | Lego Scooby-Doo! Blowout Beach Bash        | Diána Blake                                    | Kisfalvi Krisztina |                       |

### Videójátékok
| Év   | Cím                                                       | Szerep                                                               | Megjegyzések               |
| ---- | --------------------------------------------------------- | -------------------------------------------------------------------- | -------------------------- |
| 1994 | Storybook Weaver                                          | Lány / Mókus / Idegenvezető / Mr. Bird                               |                            |
| 1998 | Batman & Robin                                            | További hang                                                         |                            |
| 1998 | Jumpstart: Preschool                                      | Kitty                                                                |                            |
| 1998 | Baldur's Gate                                             | Viconia De Vir / Brielbar / Nereid / Skie Silvershield               |                            |
| 1999 | Star Wars: Episode I – The Phantom Menace                 | Amidala királynő / Padmé Naberrie / Gungan gyerek                    |                            |
| 1999 | Indiana Jones and the Infernal Machine                    | Núbiai fiú a bányánál                                                |                            |
| 1999 | Lionel Trains: Trans Con!                                 | További hang                                                         |                            |
| 1999 | Y2K: The Game                                             | Candace                                                              |                            |
| 1999 | Jumpstart Phonics                                         | Kisha Koala                                                          |                            |
| 2000 | Jumpstart: Toddlers (2000-es változat)                    | DeeDee Kacsa / További hang                                          |                            |
| 2000 | Jumpstart: Baby (2000-es változat)                        | Teddy                                                                |                            |
| 2000 | Jumpstart: Artist                                         | Sammy / Kisha Koala                                                  |                            |
| 2000 | Dark Reign 2                                              | Thara                                                                |                            |
| 2000 | Escape from Monkey Island                                 | Yangja / Yoshen                                                      |                            |
| 2000 | Sacrifice                                                 | További hang                                                         |                            |
| 2000 | Star Wars: Demolition                                     | Jabba bemondója / Ghia / Tia                                         |                            |
| 2000 | Forgotten Realms: Baldur's Gate II – Shadows of Amn       | Nalia de'Arnise / Viconia DeVir / További hang                       |                            |
| 2000 | Giants: Citizen Kabuto                                    | További hang                                                         |                            |
| 2000 | Star Trek: Starfleet Command: Volume II: Empires at War   | További hang                                                         |                            |
| 2000 | Star Wars: Force Commander                                | Hover Transport vezető / Leia Organa / Ruulian terrorista            |                            |
| 2000 | Star Wars: Episode I: Jedi Power Battles                  | Padmé Amidala / Handmaiden                                           |                            |
| 2000 | Invictus: In the Shadow of Olympus                        | További hang                                                         |                            |
| 2001 | Star Wars: Starfighter                                    | Bravo 8 / Rescue 2                                                   |                            |
| 2001 | Fallout Tactics: Brotherhood of Steel                     | További hang                                                         |                            |
| 2001 | Star Wars: Super Bombad Racing                            | Padmé Amidala                                                        |                            |
| 2001 | Baldur's Gate II: Throne of Bhaal                         | Nalia de'Arnise / Viconia DeVir / További hang                       |                            |
| 2001 | Scooby-Doo and the Cyber Chase                            | Diána Blake                                                          |                            |
| 2001 | Star Wars: Rogue Squadron II: Rogue Leader                | Karie Neth                                                           |                            |
| 2001 | Forgotten Realms: Baldur's Gate – Dark Alliance           | További hang                                                         |                            |
| 2001 | Star Wars: Galactic Battlegrounds                         | Padmé Amidala / További hang                                         |                            |
| 2002 | Star Wars: Jedi Starfighter                               | Loreli Ro / Nym pilóta 2 / Wingmate 2                                |                            |
| 2002 | Star Wars: Obi-Wan                                        | Asha / Bemondó az állomáson / Női állampolgár                        |                            |
| 2002 | Scooby-Doo: Night of 100 Frights                          | Diána Blake / Holly Graham                                           |                            |
| 2002 | Neverwinter Nights                                        | Sharwyn / További hang                                               |                            |
| 2002 | Forgotten Realms: Icewind Dale II                         | További hang                                                         |                            |
| 2002 | Run Like Hell                                             | Amanda                                                               |                            |
| 2002 | Star Wars: The Clone Wars                                 | Padmé Amidala / Bera Khazan                                          |                            |
| 2002 | Star Wars: Bounty Hunter                                  | Civil nő #2 / Montross' computer                                     |                            |
| 2002 | Barbie Sparkling Ice Show                                 | Teresa / Christie                                                    |                            |
| 2003 | Final Fantasy X-2                                         | Pukutak                                                              | Angol változat             |
| 2003 | Arc the Lad: Twilight of the Spirits                      | Lilia                                                                |                            |
| 2003 | Lionheart                                                 | További hang                                                         |                            |
| 2003 | Star Wars: Knights of the Old Republic                    | Sarna / Lena / Cassandra Mateil                                      |                            |
| 2003 | Lionheart: Legacy of the Crusader                         | További hang                                                         |                            |
| 2003 | Gladius                                                   | Női narrátor / További hang                                          |                            |
| 2003 | Hunter: The Reckoning Wayward                             | Kassandra Cheyung / Emma                                             |                            |
| 2003 | Star Wars Jedi Knight: Jedi Academy                       | Alora / Jedi nő                                                      |                            |
| 2003 | Nickelodeon Toon Twister 3D                               | Vicky                                                                |                            |
| 2003 | Hunter: The Reckoning Redeemer                            | Kassandra Cheyung                                                    |                            |
| 2003 | True Crime: Streets of LA                                 | Jill / Lola / További hang                                           |                            |
| 2003 | The Hobbit                                                | További hang                                                         |                            |
| 2004 | Fairly OddParents: Breakin da Rules                       | Vicky / Tootie / További hang                                        |                            |
| 2004 | Fallout: Brotherhood of Steel                             | Wasteland Doctor / Vault Elder lánya / Nadia                         |                            |
| 2004 | Forgotten Realms: Baldur's Gate – Dark Alliance II        | További hang                                                         |                            |
| 2004 | Champions of Norrath: Realms of EverQuest                 | További hang                                                         |                            |
| 2004 | Scooby-Doo! Mystery Mayhem                                | Diána Blake / Selena Drake / Mindi Stiles / További hang             |                            |
| 2004 | Doom 3                                                    | Computer / Theresa Chazar                                            |                            |
| 2004 | The Fairly OddParents: Shadow Showdown                    | Vicki                                                                |                            |
| 2004 | X-Men Legends                                             | Mystique / Child Bishop                                              |                            |
| 2004 | Vampire: The Masquerade – Bloodlines                      | Jeanette / Therese / Tourette                                        |                            |
| 2004 | Star Wars: Knights of the Old Republic II: The Sith Lords | Handmaiden / Brianna                                                 |                            |
| 2004 | Storybook Weaver Deluxe                                   | Lány / Mókus / Idegenvezető / Mr. Bird                               |                            |
| 2005 | Champions: Return to Arms                                 | További hang                                                         |                            |
| 2005 | Robots                                                    | Cappy / További hang                                                 |                            |
| 2005 | Doom 3: Resurrection of Evil                              | Computer / További hang                                              |                            |
| 2005 | Fantastic Four                                            | Classic Invisible Woman / További hang                               |                            |
| 2005 | Scooby-Doo! Unmasked                                      | Diána Blake / Marcy                                                  |                            |
| 2005 | X-Men Legends II: Rise of Apocalypse                      | Mystique                                                             |                            |
| 2005 | Codename: Kids Next Door – Operation: V.I.D.E.O.G.A.M.E.  | Stuffums nagyi                                                       |                            |
| 2006 | Ice Age 2: The Meltdown                                   | Moeritherium #2 / Keselyűanya                                        |                            |
| 2006 | X-Men: The Official Game                                  | Jason Stryker fiatalon / További hang                                |                            |
| 2006 | Just Cause                                                | Maria Kane / Bemondó                                                 |                            |
| 2006 | The Grim Adventures of Billy & Mandy                      | Mandy                                                                |                            |
| 2006 | Scooby-Doo! Who's Watching Who                            | Diána Blake / Alicia Wayne Pr. / Maggie Sinclair                     |                            |
| 2006 | Avatar: The Last Airbender                                | Azula                                                                |                            |
| 2006 | Nicktoons: Battle for Volcano Island                      | Samantha "Sam" Manson                                                |                            |
| 2006 | Happy Feet                                                | Miss Viola / Mrs. Astrakhan / Fiatal pingvin #2 / Felnőtt pingvin #3 |                            |
| 2006 | Xiaolin Showdown                                          | Kimiko Tohomiko                                                      |                            |
| 2007 | Tomb Raider: Anniversary                                  | Jacqueline Natla                                                     |                            |
| 2007 | Nicktoons: Attack of the Toybots                          | Samantha "Sam" Manson                                                |                            |
| 2007 | Crash of the Titans                                       | További hang                                                         |                            |
| 2007 | Avatar: The Last Airbender - The Burning Earth            | Azula                                                                |                            |
| 2007 | Mass Effect                                               | Marie Durand hadnagy / Nassana Dantius / Julia / További hang        |                            |
| 2007 | Universe at War: Earth Assault                            | Altea királynő                                                       |                            |
| 2008 | El Tigre: The Adventures of Manny Rivera                  | Frida Suarez                                                         |                            |
| 2008 | Valkyria Chronicles                                       | Aika Thompson / Elysse Moore / Juno Coren / Nadine / Lynn            | Angol változat             |
| 2008 | Speed Racer                                               | Esther "Rev" Reddy                                                   |                            |
| 2008 | Ninja Gaiden II                                           | Elizébet                                                             | Angol változat             |
| 2008 | Lego Batman: The Videogame                                | Harley Quinn / Batgirl                                               |                            |
| 2008 | The Rise of the Argonauts                                 | További hang                                                         |                            |
| 2008 | Crash: Mind over Mutant                                   | További hang                                                         |                            |
| 2008 | Avatar: The Last Airbender – Into the Inferno             | Azula                                                                |                            |
| 2008 | Star Wars: The Clone Wars – Lightsaber Duels              | Yansu Grjak / Ros Lai                                                |                            |
| 2008 | Tomb Raider: Underworld                                   | Jacqueline Natla                                                     |                            |
| 2009 | Cartoon Network Universe: FusionFall                      | Frances "Frankie" Foster / Mandy                                     |                            |
| 2009 | Star Ocean: The Last Hope                                 | Milla Bachtein                                                       | Uncredited                 |
| 2009 | Shin sangoku musou: Multi Raid                            | Zhen Ji                                                              | Angol változat; Uncredited |
| 2009 | G.I. Joe: The Rise of Cobra                               | Bárónő                                                               |                            |
| 2009 | Ninja Gaiden Sigma 2                                      | Elizébet                                                             | Angol változat             |
| 2009 | Brütal Legend                                             | Zaulia / Menyasszony                                                 |                            |
| 2009 | Marvel Super Hero Squad                                   | Ms. Marvel / Női computer hang                                       |                            |
| 2009 | Bayonetta                                                 | Jeanne / További hang                                                | Angol változat             |
| 2009 | Scooby-Doo! First Frights                                 | Diána Blake                                                          |                            |
| 2010 | Mass Effect 2                                             | Nassana Dantius / További hang                                       |                            |
| 2010 | Dragon Age: Origins – Awakening                           | Velanna / Namaya / Danella / További hang                            |                            |
| 2010 | Metal Gear Solid: Peace Walker                            | Amanda Valenciano Libre                                              | Angol változat             |
| 2010 | Alpha Protocol                                            | Uli Booi                                                             |                            |
| 2010 | Clash of the Titans                                       | Io / Narrátor / Deino / Medúza                                       |                            |
| 2010 | StarCraft II: Wings of Liberty                            | Nova / Banshee / További hang                                        |                            |
| 2010 | Batman: The Brave and the Bold – The Videogame            | Fekete Kanári / Arisia Rrab                                          |                            |
| 2010 | Scooby-Doo and the Spooky Swamp                           | Diána Blake                                                          |                            |
| 2010 | Marvel Super Hero Squad: The Infinity Gauntlet            | Fekete Özvegy / Varázslónő                                           |                            |
| 2011 | Marvel Super Hero Squad Online                            | Varázslónő / Elektra / Emma Frost / További hang                     |                            |
| 2011 | Cartoon Network: Punch Time Explosion                     | Sziporka / Csuporka / Mac / Mandy / További hang                     | Nintendo 3DS verzió        |
| 2011 | Green Lantern: Rise of the Manhunters                     | Hal Jordan gyűrűje                                                   |                            |
| 2011 | Nicktoons MLB                                             | Kitty Katswell                                                       |                            |
| 2011 | Batman: Arkham City                                       | Selina Kyle / Macskanő / Vicki Vale / További hang                   |                            |
| 2011 | Marvel Super Hero Squad: Comic Combat                     | Fekete Özvegy / Varázslónő                                           |                            |
| 2011 | Star Wars: The Old Republic                               | Fejvadásznő / További hang                                           |                            |
| 2011 | Knight's Contract                                         | Holda / Verderinde                                                   |                            |
| 2011 | Generator Rex: Agent of Providence                        | Dr. Holiday                                                          |                            |
| 2011 | Phineas and Ferb the Movie: Across the 2nd Dimension      | További hang                                                         |                            |
| 2011 | Cartoon Network Punch Time Explosion XL                   | Mandy / Mac                                                          |                            |
| 2012 | Mass Effect 3                                             | Kahlee Sanders / Dalatrass Linron                                    |                            |
| 2012 | Kinect Star Wars                                          | Generic Female                                                       |                            |
| 2012 | PlayStation All-Stars Battle Royale                       | Carmelita Montoya Fox / Hannah                                       |                            |
| 2012 | The High Fructose Adventures of Annoying Orange           | További hang                                                         |                            |
| 2012 | World of Warcraft: Mists of Pandaria                      | Taoshi / További hang                                                |                            |
| 2013 | The Cave                                                  | Computer / Hercegnő / Szörnyvadász                                   |                            |
| 2013 | Sly Cooper: Thieves in Time                               | Carmelita Montoya Fox / Blimp computer hang                          |                            |
| 2013 | StarCraft II: Heart of the Swarm                          | Nova / Banshee / További hang                                        |                            |
| 2013 | Star Wars: The Old Republic – Rise of the Hutt Cartel     | Fejvadásznő                                                          |                            |
| 2013 | Injustice: Gods Among Us                                  | Macskanő / Zöld Lámpás gyűrűje                                       |                            |
| 2013 | Far Cry 3: Blood Dragon                                   | Dr. Elizabeth Veronica Darling / További hang                        |                            |
| 2013 | Disney Fairies: Hidden Treasures                          | Mesélő                                                               |                            |
| 2013 | Skylanders: SWAP Force                                    | Mesmerelda / Smolderdash                                             |                            |
| 2013 | Batman: Arkham Origins Blackgate                          | Selina Kyle / Macskanő                                               |                            |
| 2013 | Batman: Arkham Origins                                    | Vicki Vale                                                           |                            |
| 2013 | Lightning Returns: Final Fantasy XIII                     | További hang                                                         |                            |
| 2014 | Broken Age                                                | Levina / Drucilla / Yarn Pal 3                                       |                            |
| 2014 | Diablo III: Reaper of Souls                               | Li-Ming / Varázslónő                                                 |                            |
| 2014 | Batman: Arkham Origins – Cold, Cold Heart                 | Vicki Vale                                                           |                            |
| 2014 | Destiny                                                   | Guardian Awoken Female                                               |                            |
| 2014 | Bayonetta 2                                               | Jeanne / Bemondó / További hang                                      | Angol változat             |
| 2014 | Skylanders: Trap Team                                     | Smolderdash                                                          |                            |
| 2014 | Infinite Crisis                                           | Selina Kyle / Macskanő                                               |                            |
| 2014 | Scooby Doo & Looney Tunes Cartoon Universe: Adventure     | Diána Blake                                                          |                            |
| 2014 | Heroes of the Storm                                       | Nova                                                                 |                            |
| 2014 | Lego Batman 3: Beyond Gotham                              | Macskanő / Harley Quinn                                              |                            |